# Tarkari
Los tarkaris (en devanagari, तरकारी lit., «verduras») son un popular plato de curry picante originario de Bangladés, India, Pakistán y Nepal. Los métodos de preparación para el tarkaris varían de simples a complejos. Los nawabs de Uttar Pradesh y Hyderabad Deccan contribuyeron en gran medida a la promoción e invención de nuevas variedades de tarkaris vegetales. Estos curries hechos de vegetales también son populares en Mauricio, Fiji, Sudáfrica, el Caribe y otras regiones con inmigración india.
En Nepal se come diario con Dal bhat (lit. «lentejas arroz»). El Dal bhat tarkari es el plato nacional de Nepal. El tarkari llegó a la isla de Trinidad de la mano de indios e indonesios, y de ahí pasó a Venezuela. En el Occidente venezolano, especialmente en el Estado Falcón, es típico el tarkarí de chivo, donde por lo árido de la región, hay abundante cría de caprinos.

## Galería

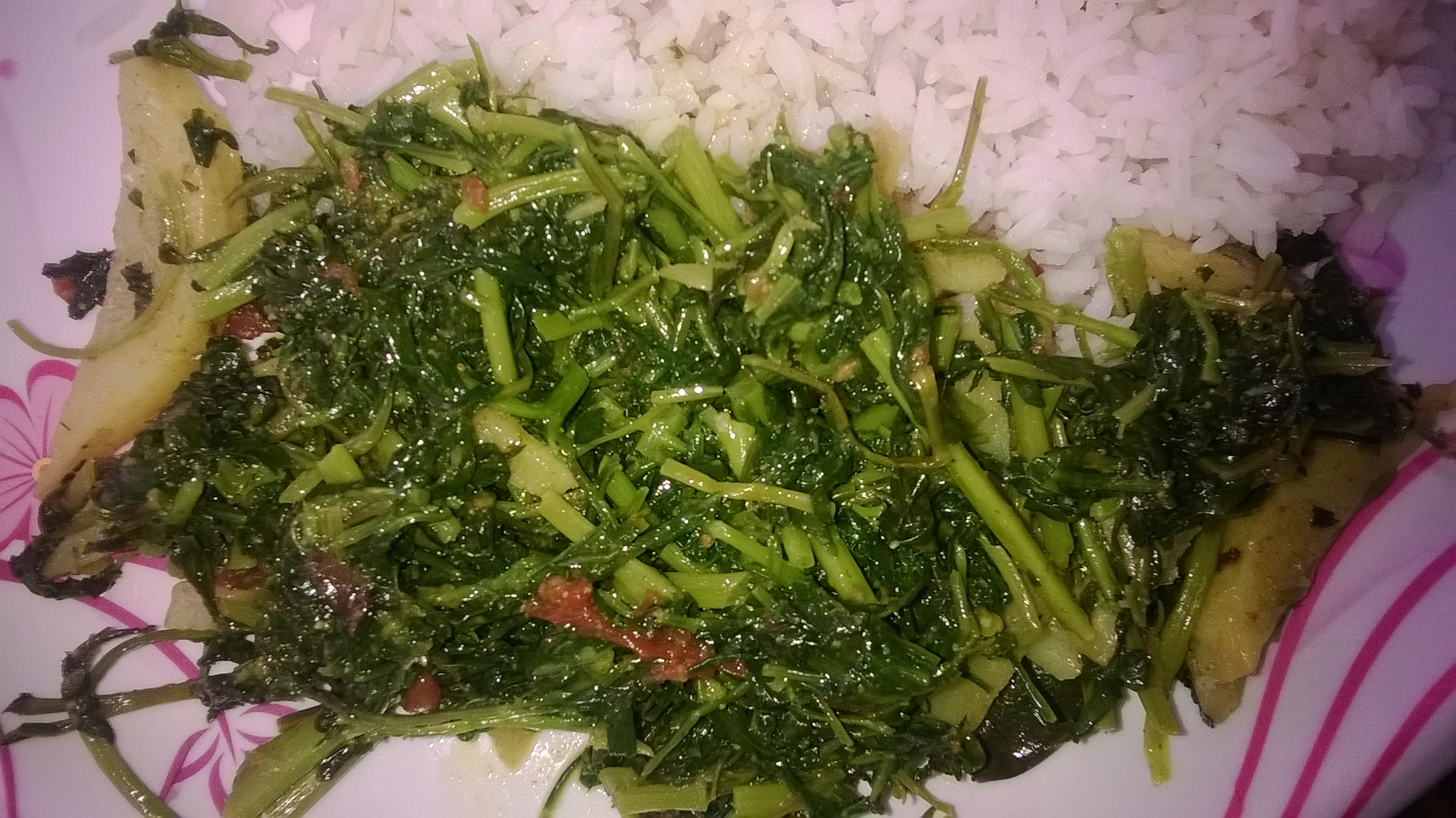
Tarkari nepalí de mastuerzo.
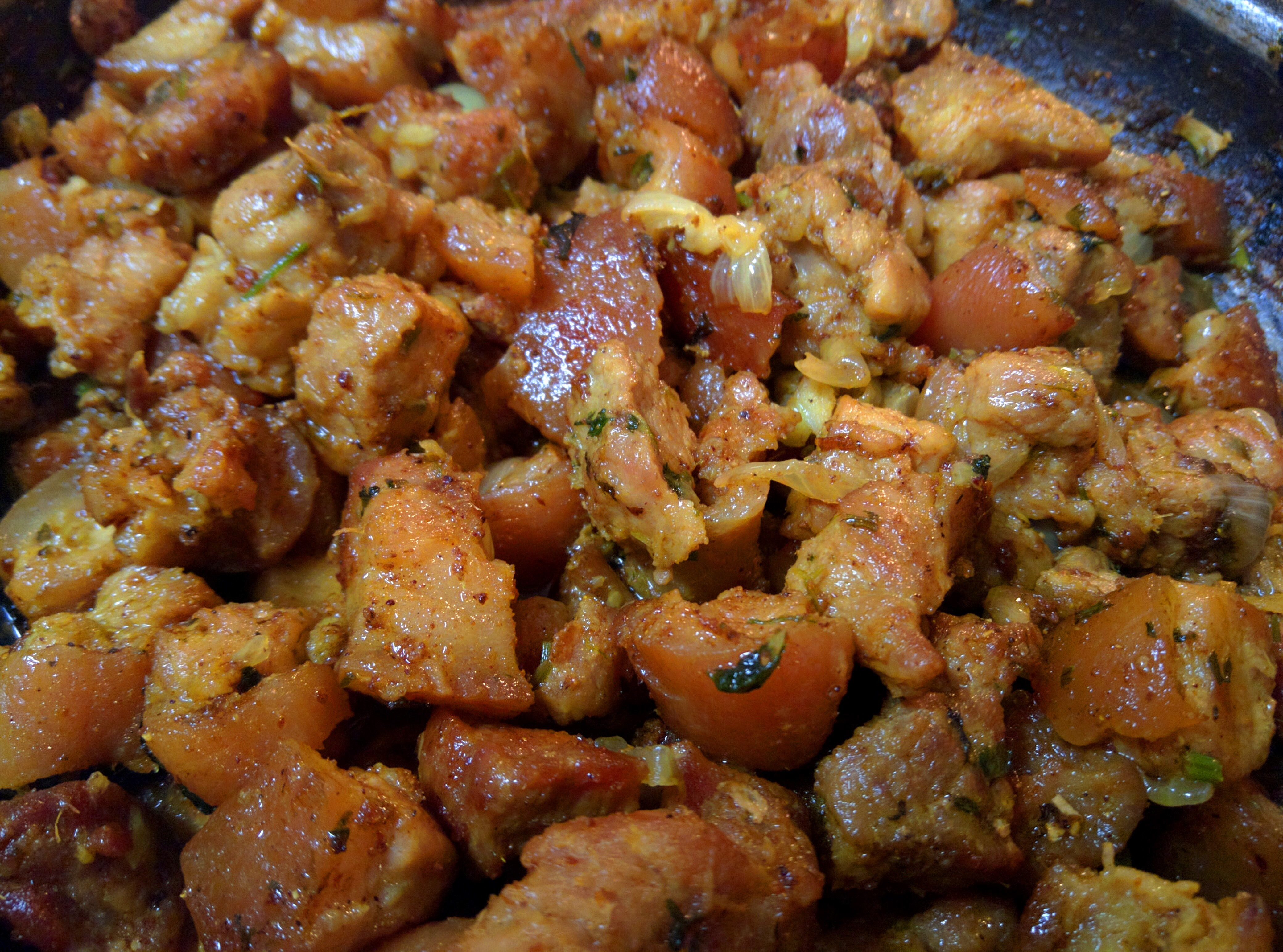
Tarkari nepalí de cerdo.
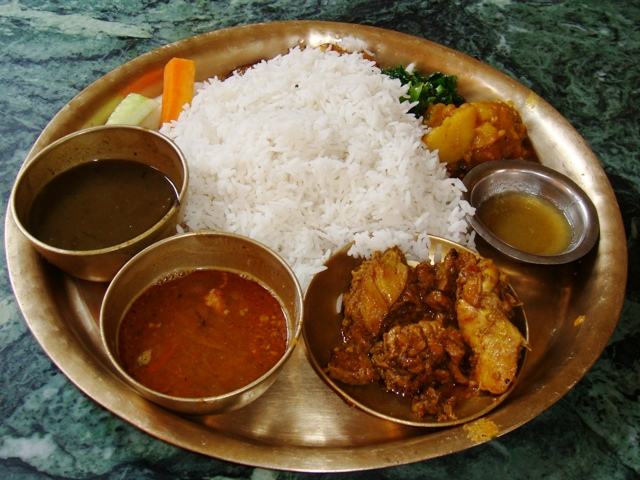
Tarkari en un dal bhat.